# Sandra Völker
Sandra Völker, född 1 april 1974 i Lübeck, är en tysk simmare.
Sandra Völker vann totalt tre medaljer under olympiska sommarspelen 1996 i Atlanta, USA, varav ett silver och ett brons individuellt, och ett brons i lagkapp.